# Macrovipera lebetinus schweizeri
Macrovipera lebetinus schweizeri – endemiczny podgatunek żmii lewantyńskiej (Macrovipera lebetinus) – jadowitego węża z rodziny żmijowatych (Viperidae). Występuje jedynie na kilku wyspach archipelagu Cyklad – Milos, Sifnos, Kimolos, Poliegos, na wysokości bezwzględnej od poziomu morza do około 400 m (najwyższe punkty wysp). Jego status taksonomiczny jest sporny, część autorów uznaje go za odrębny gatunek.
IUCN od 2006 uznaje żmiję za gatunek zagrożony wyginięciem (EN), ponieważ zasięg jej występowania jest nie większy od 500 km² i ciągle ulega zmniejszeniu. Szacuje się, że na czterech wyspach żyje 3300–4000 dorosłych osobników, z czego około 2500 zamieszkuje Milos. W latach 1996–2006 gatunek uważany był za krytycznie zagrożony wyginięciem. Wśród największych zagrożeń dla żmii wymienia się kłusownictwo, celowe uśmiercanie przez miejscową ludność i ruch drogowy. Do innych należą częste pożary i ekspansja turystyki, powodujące utratę siedlisk. Ocenia się, że schwytanych z przeznaczeniem na handel, celowo uśmierconych lub rozjechanych przez samochody osobników jest około 500–600 rocznie.
Bytuje w miejscach suchych, dobrze nasłonecznionych, najczęściej na zboczach skalnych, także na polach uprawnych, terenach gęsto porośniętych roślinnością w pobliżu wód ze skalistymi brzegami. Osiąga przeważnie 65–75 cm długości, rzadko 100 cm i więcej. Ciało koloru szarego, dobrze maskujące węża wśród skał. Zdarzają się osobniki ceglastoczerwone. Na grzbiecie ma płowe lub pomarańczowe pasy.